# Gerhard Thurow
Gerhard Thurow (2 novembre 1934 – Tilburg, 11 aprile 1976) è stato un pilota motociclistico tedesco.

## Carriera
Corre nel motomondiale nel 1965, 1969, nel 1970 e fra il 1972 e il 1975, sempre nella classe 50 e sempre a bordo di una Kreidler. Ha ottenuto in tutto una vittoria, tre terzi posti e due pole position e il suo miglior piazzamento finale è stato il 4º posto ottenuto nel 1973 e nel 1974. Nel 1972 e nel 1973 ha vinto il campionato tedesco 50.
L'11 aprile 1976, durante la "Olof Wegraces", gara disputata nei pressi di Tilburg, nei Paesi Bassi, Gerhard si è schiantato contro un albero dopo aver cercato, secondo alcuni testimoni, di superare un doppiato a velocità troppo elevata. È morto poco dopo in ospedale.

## Risultati nel motomondiale
| 1965 | Classe | Moto     |  |  |  |  |  |   |  |    |    |    |    |    |  | Punti | Pos. |
| ---- | ------ | -------- |  |  |  |  |  | - |  | -- | -- | -- | -- | -- |  | ----- | ---- |
| 1965 | 50     | Kreidler |  |  |  |  |  | 7 |  | NE | NE | NE | NE | NE |  | 0     |      |

| 1969 | Classe | Moto     |  |    |  |    |  |  |  |  |    |  |  |  |  | Punti | Pos. |
| ---- | ------ | -------- |  | -- |  | -- |  |  |  |  | -- |  |  |  |  | ----- | ---- |
| 1969 | 50     | Kreidler |  | 10 |  | NE |  |  |  |  | NE |  |  |  |  | 1     | 38º  |

| 1970 | Classe | Moto     |   |    |    |    |    |   |   |   |    |   |   |   |  | Punti | Pos. |
| ---- | ------ | -------- | - | -- | -- | -- | -- | - | - | - | -- | - | - | - |  | ----- | ---- |
| 1970 | 50     | Kreidler | - | 20 | 11 | NE | 13 | - | - | - | NE | - | 7 | - |  | 4     | 23º  |

| 1972 | Classe | Moto     |   |    |    |  |    |  |   |  |  |  |  |  |  | Punti | Pos. |
| ---- | ------ | -------- | - | -- | -- |  | -- |  | - |  |  |  |  |  |  | ----- | ---- |
| 1972 | 50     | Kreidler | 5 | NE | NE |  | NE |  | 5 |  |  |  |  |  |  | 12    | 11º  |

| 1973 | Classe | Moto     |    |    |     |   |    |  |   |   |    |   |    |   |  | Punti   | Pos. |
| ---- | ------ | -------- | -- | -- | --- | - | -- |  | - | - | -- | - | -- | - |  | ------- | ---- |
| 1973 | 50     | Kreidler | NE | NE | Rit | 3 | NE |  | 3 | 5 | NE | 4 | NE | 4 |  | 36 (42) | 4º   |

| 1974 | Classe | Moto     |  |  |    |  |    |  |   |   |   |   |   |   |  | Punti | Pos. |
| ---- | ------ | -------- |  |  | -- |  | -- |  | - | - | - | - | - | - |  | ----- | ---- |
| 1974 | 50     | Kreidler |  |  | NE |  | NE |  | 1 | 4 | 4 | 3 | 4 | 4 |  | 57    | 4º   |

| 1975 | Classe | Moto     |    |   |    |   |   |    |   |   |   |     |    |  |  | Punti | Pos. |
| ---- | ------ | -------- | -- | - | -- | - | - | -- | - | - | - | --- | -- |  |  | ----- | ---- |
| 1975 | 50     | Kreidler | NE | - | NE | 7 | - | NE | 9 | 7 | 5 | Rit | NE |  |  | 21    | 8º   |

| Legenda | 1º posto        | 2º posto            | 3º posto            | A punti      | Senza punti        | Grassetto – Pole position Corsivo – Giro più veloce |
| Legenda | Gara non valida | Non qual./Non part. | Ritirato/Non class. | Squalificato | '-' Dato non disp. | Grassetto – Pole position Corsivo – Giro più veloce |